# Pars Planitis
Pars Planitis é uma Uveíte[carece de fontes?] intermediária[carece de fontes?] não infecciosa localizada na Pars Plana[carece de fontes?] é uma camada localizada na área periférica do olho, fazendo parte da úvea, que ocasiona complicações como descolamento de retina, edema macular e vitreíte. Também é conhecida por ocasionar a inflamação da Retina Periférica.
A Pars Planitis está catalogada como uma doença rara e de difícil tratamento, no National Organization for Rare Disorders - NORD e no Genetic and Rare Diseases Information Center - GARD.

## Características
A Pars Planitis possui um conjunto de características que podem auxiliar no diagnóstico do paciente, e no tratamento adequado.
É um distúrbio imunológico do olho caracterizado por uma inflamação de uma parte da úvea (camada de tecido esclerótico e a retina), e as membranas que protegem o globo ocular.  A úvea, por sua vez, é constituída por três partes: a íris, corpo ciliar e coroíde.  Além disso, a úvea contém muitos dos vasos sanguíneos que abastecem o olho.
A inflamação ocorre na área intermediária do olho na forma granulomatosa, isto é, entre a parte anterior do olho (íris) e a parte posterior, da retina e/ou coroíde. Sendo assim, foi designada como uma das doenças de uma família de uveítes intermediárias.
Em alguns casos, a perturbação da visão pode ser ligeiramente progressiva.

## Sintomas
Os sintomas da Pars Planitis incluem escuras manchas borradas flutuantes na visão (Floaters).
O surgimento de inchaço (edema) que pode ocorrer no interior do olho, particularmente na retina periférica ou na mácula que podem conduzir a diminuição da visão.
O quadro clínico pode se complicar por cataratas, descolamento da retina, ou de fluido dentro da retina (edema macular), aglomerados de células brancas do sangue presas dentro do globo ocular que são chamados de Snowball ou Snowbank.

## Causas
Em 70% dos portadores de Pars Planitis, não há causa, sendo considerada Idiopática (Não possui relação com outras doenças ou A causa é Misteriosa), e nos outros 30%, as maiores causas são:
- Esclerose Múltipla;
- Doença de Lyme;
- Sarcoidose;
- Doença de Behçet;
A Pars Planitis ocorre principalmente em crianças e jovens adultos. E possível notar, maior ocorrência em pessoas jovens do sexo masculino.